# Amt Miltzow
La comunità amministrativa di Miltzow (Amt Miltzow) si trova nel circondario della Pomerania Anteriore-Rügen nel Meclemburgo-Pomerania Anteriore, in Germania.

## Suddivisione
Comprende 3 comuni:
1. Elmenhorst (717)
2. Sundhagen * (5 339)
3. Wittenhagen (1 174)

Il capoluogo è Miltzow, frazione di Sundhagen.